# Liste der Kulturdenkmale in Bad Boll

Wappen von Bad Boll

In der Liste der Kulturdenkmale in Bad Boll werden unbeweglichen Bau- und Kunstdenkmale in Bad Boll aufgelistet. Diese Liste ist noch unvollständig.

## Allgemein
- Bild: Zeigt ein ausgewähltes Bild aus Commons, „Weitere Bilder“ verweist auf die Bilder im Medienarchiv Wikimedia Commons.
- Bezeichnung: Nennt den Namen, die Bezeichnung oder die Art des Kulturdenkmals.
- Lage: Straßenname und Hausnummer oder Flurstücknummer des Kulturdenkmals, gegebenenfalls auch den Ortsteil. Die Grundsortierung der Liste erfolgt nach dieser Adresse. Der Link (Karte) führt zu verschiedenen Kartendiensten mit der Position des Kulturdenkmals. Fehlt dieser Link, wurden die Koordinaten noch nicht eingetragen. Sind diese bekannt, können sie über ein Tool mit einer Kartenansicht einfach nachgetragen werden. In dieser Kartenansicht sind Kulturdenkmale ohne Koordinaten mit einem roten bzw. orangen Marker dargestellt und können durch Verschieben auf die richtige Position in der Karte mit Koordinaten versehen werden. Kulturdenkmale ohne Bild sind an einem blauen bzw. roten Marker erkennbar.
- Datierung: Baubeginn, Fertigstellung, Datum der Erstnennung oder grobe zeitliche Einordnung entsprechend des Eintrags in der zuständigen Denkmaldatenbank (Landesamt für Denkmalpflege Baden-Württemberg).
- Beschreibung: Kurzcharakteristik des Kulturdenkmals.

## Liste
| Bild           | Bezeichnung                            | Lage | Datierung                                 | Beschreibung | ID |
| -------------- | -------------------------------------- | --- | ----------------------------------------- | --- | -- |
|                | Ehemaliges Chorherrenstift Boll        | Bereich Kirchplatz 8 (Flstnr. 194, 196/1, 197/1), Im Winkel 1, 2, 2/1, 4, 6, 8, 12, 14, 16 (Flstnr. 161, 174, 183, 197/1, 197/2, 198/2, 201, 201/1, 201/2, 201/3, 202) | 1155                                      | Das ehemalige Chorherrenstift Boll setzt sich unter anderem aus der ehemaligen Stiftskirche St. Cyriakus und seinen Vorgängerbauten im Kirchhof zusammen. Geschützt nach § 2 DSchG |    |
|                | Steinbruch am Kaltenwang               | Flur Hinterer Boller Berg (Flstnr. 401/2) |                                           | In dem Steinbruch am Kaltenwang wurden vom Mittelalter bis in das 19. Jahrhundert für Gebäude in Bad Boll Sandstein abgebaut. Er befindet sich etwa einen Kilometer südlich des Ortsteiles Eckwälden. Geschützt nach § 2 DSchG                                                                                  |    |
| Weitere Bilder | Evangelische Stiftskirche St. Cyriakus | Kirchplatz 8 (Karte) | 12. Jahrhundert, Turm 14./15. Jahrhundert | Die evangelische Stiftskirche St. Cyriakus ist eine romanische Basilika, zu dem eine Kirchhofmauer gehört. Geschützt nach § 28 DSchG |    |
| Weitere Bilder | Bertaburg                              | Flur Landsöhr (Flstnr. 2269) (Karte) | Ab dem 16. Jahrhundert erwähnt            | Die abgegangene Bertaburg befindet sich südöstlich von Bad Ball. Ihren Namen erhielt sie erst im 19. Jahrhundert, davor wurde sie als altes Schloss bezeichnet. Geschützt nach § 2 DSchG |    |
|                | Wunderbad mit Vorgängerbauten          | Bad Boll 1, 7 (Flstnr. 1652, 1655) | 1595/96                                   | Das sogenannte Wunderbad mit Vorgängerbauten wurde von dem Baumeister Heinrich Schickhardt als herzogliches Heilbad errichtet. Es beinhaltet ein zweiflügeliges Badegebäude mit angebautem Kesselhaus, Quellbrunnen, Geländer und Lustgarten. Heutzutage gehört es zu einer Kurklinik. Geschützt nach § 2 DSchG |    |
| Weitere Bilder | Kurhaus mit Kurpark                    | Bad Boll 1, Gerhard-Heyde-Weg 1 (Karte) | 1822–26                                   | Das Kurhaus mit Kurpark wurde von G. G. Barth westlich von Bad Boll angelegt. 1888/90 wurde das Kurhaus von A. Schiedt durch Anbauten erweitert. Des Weiteren legte der Oberhofgärtner Bosch 1823 den Kurpark und um 1825 die Wandelhalle an. Geschützt nach §§ 12,2 DSchG                                      |    |
| Weitere Bilder | Blumhardt-Friedhof                     | Gerhard-Heyde-Weg (Flstnr. 1721) (Karte) | 1866–1918                                 | Der alte Badfriedhof, welcher auch Blumhardt-Friedhof genannt wird, befindet sich nördlich des Kurparks. Hier befindet sich unter anderem das Grab von Christoph Blumhardt. Geschützt nach § 2 DSchG |    |
|                | Belvedere                              | Pappelweg 22 (Karte) | 1825/30                                   | Das Belvedere, welches von G. G. Barth gebaut wurde, befindet sich südlich von Bad Boll am Waldrand. Geschützt nach § 2 DSchG |    |